# San Gennaro all’Olmo (Nápoly)
A San Gennaro all’Olmo templom Nápoly történelmi központjában.

## Története
Az első templom e helyen feltehetően a 4. században épült Nagy Konstantin idejében. Korábban San Gennaro ad diaconiam név alatt volt ismert: itt osztották az alamizsnákat a szegényeknek és özvegyasszonyoknak a nápolyi püspök megbízásából. A templomban a 14. századig keleti és nyugati szertartás szerint is miséztek. A templomhoz tartozó diakonissza intézet a 15. századig működött. Mai külsejét a 18. században nyerte el. Napjainkban romlott állapota miatt nem látogatható. Gerardo Marotta alapítványának pénzügyi segítségével sikerült állagmegóvási munkálatokat végezni, de a templom restaurálása még várat magára. Az évtizedek során műkincseinek nagy részét ellopták. Fő látnivalói napjainkban a márvány főoltár valamint a majolikalapokkal burkolt padló.